# Piers Steel
Piers David Gareth Steel (1967) és un professor i psicòleg canadenc. Aquest docent, que ensenya psicologia motivacional a l'escola de comerç Haskayne de la Universitat de Calgary (Canadà),s'ha especialitzat en l'estudi de la procrastinació, àmbit en el qual es considera un estudiós de referència. L'autor, que considera que el fet de deixar el que s'ha de fer per a l'endemà és una manera d'autolesionar-se, ha creat l'equació següent M= ExV/IxR que indica que la Motivació és proporcional a l’Expectativa, al Valor de l’objectiu a complir i, alhora, a la inversa proporcional a la Impulsivitat i els Endarreriments.
Steel estudià al Trinity College School de Port Hope (Ontario) on es graduà el 1995. Més endavant anà a la Universitat de Minnesota i s'hi va doctorar en psicologia industrial i organitzacional el 2002 amb una tesi titulada The Measurement and Nature of Procrastination.
El 2010 va escriure The Procrastination Equation: How to Stop Putting Things Off and Start Getting Stuff Done, una mena de manual que pot permetre de comprendre l'origen de la procrastinació tot indicant com es pot defugir.
El llibre s'ha reeditat manta vegada en anglès i s'ha traduit a diverses llengües com ara el francès, el portuguès, l'alemany, l'italià, el romanès i l'espanyol i que s'ha convertit en una referència sobre l'anàlisi d'aquesta actitud. Al llibre Steel també ofereix consells a fi d'ajudar a evitar aquest hàbit.
Aquell mateix any, el psicòleg rebé el premi de líder emergent de recerca Killam (en anglès: Killam Emerging Research Leader award) que atorga la Universitat de Calgary. i dos anys després, el 2012, li fou atorgat el premi George A. Miller que recompensa els millors articles sobre psicologia (en anglèsː George A. Miller Award for an Outstanding Recent Article on General Psychology) per un treball publicat el 2007 al Psychological Bulletin.

## Obres

### Llibres
- THE PROCRASTINATION EQUATION. How to Stop Putting Things Off and Start Getting Stuff Done, Harper, 2010, 1a edició, ISBN 978-0-06-170361-4.[16]

Reedicions
- THE PROCRASTINATION EQUATION. How to Stop Putting Things Off and Start Getting Stuff Done (e-book  PDF) (en anglès).  HarperCollins, 2011. ISBN 9780062035257.
- The Procrastination Equation. How to Stop Putting Things Off and Start Getting Stuff Done, Pearson Life, 2011, 2a edició amb nou capítol.
- The Procrastination Equation. How to Stop Putting Things Off and Start Getting Stuff Done, Harper Perennial, 2012, 3a edició.

Traduccions
- PROCRASTINATION - Pourquoi remet-on à demain ce qu'on peut faire aujourd'hui ? (2010), traducció al francès de Pascal Loubet.[17]
- Da domani non rimando più. Come smettere di rinviare le cose e iniziare a farle (2011), traducció a l'italià de C. Lazzari.
- Der Zauderberg (2011), traducció en alemany de Jürgen Neubauer.
- A equação de deixar para depois (2012), traducció en portuguès de Gabriel Zide Neto.
- Procrastinarea (2012), traducció en romanès de Carmen Ion.[18]
- ヒトはなぜ先延ばしをしてしまうのか Hito wa naze sakinobashi o shite shimau noka (2012), traduit en japonès per Chiaki Ikemura.
- Procrastinación: Por qué dejamos para mañana lo que podemos hacer hoy (2012), traducció a l'espanyol de Juan Pedro Campos.
- Arta de a (nu) pierde timpul. Vindecă delăsarea, fii eficient (2013), nova edició en romanès.
- Uitstelgedrag: waarom we lastige dingen voor ons uit schuiven en hoe we hiervan afkomen (2014), traducció al neerlandés per Karl van Klaveren.
- Alles zu meiner Zeit (2015), nova edició en alemany amb traducció de Jürgen Neubauer
- 战拖行动：四大方法告别拖延媲美《拖延心理学》的行为改变科学，解析3大拖延类型、提供4大战拖方法，利用拖延公式，让你重拾轻快行动力！), traducció en xinès (2019)

## Premis
- 2010ː Premi de líder emergent de recerca Killam (en anglèsː Killam Emerging Research Leader Award) de la Universitat de Calgary.
- 2012ː Premi George A. Miller que recompensa els millors articles sobre psicologia (en anglèsː George A. Miller Award for an Outstanding Recent Article on General Psychology)